# Вила-ду-Порту (район)
Вила-ду-Порту (порт. Vila do Porto) — населённый пункт и район в Португалии, входит в округ Азорские острова. Расположен на острове Санта-Мария. Является составной частью муниципалитета Вила-ду-Порту. Население составляет 2997 человек на 2001 год. Занимает площадь 26,04 км².